# Autcraft
Autcraft là một máy chủ Minecraft dành riêng để trở thành nơi trú ẩn an toàn cho trẻ em mắc chứng đa dạng thần kinh hoặc được chẩn đoán mắc chứng tự kỷ.

## Lịch sử
Được thành lập vào năm 2013, Autcraft là máy chủ Minecraft đầu tiên được tạo ra với tính đa dạng thần kinh. Nó được thành lập bởi Stuart Duncan, một nhà phát triển web ở Timmins, Canada, người con trai của ông được chẩn đoán mắc chứng tự kỷ và được biết đến trong trò chơi là AutismFather. Autcraft được tạo ra để những đứa trẻ như vậy có thể chơi trò chơi yêu thích của chúng với những người khác mà không phải đối mặt với nguy cơ bắt nạt và phân biệt đối xử. Autcraft được quản lý bởi người lớn có và không mắc chứng dị tật thần kinh cũng như bạn bè hoặc gia đình của họ. Tính đến tháng 5 năm 2017, máy chủ có 8.000 người chơi duy nhất.
Khi được hỏi về máy chủ, Duncan nói rằng "chúng tôi chỉ cho họ biết rằng họ không đơn độc... Chúng tôi ở đây vì nhau và sẽ hỗ trợ nhau miễn là cần thiết... tất cả chúng tôi đều biết điều đó khủng khiếp như thế nào. đôi khi có thể cảm thấy và không ai trong chúng ta muốn những người khác cũng cảm thấy như vậy. "